# Rezerwat przyrody Krajkowo
Rezerwat przyrody Krajkowo – krajobrazowy rezerwat przyrody położony na terenie leśnictwa Krajkowo w gminie Mosina, powiecie poznańskim, na terenie Rogalińskiego Parku Krajobrazowego. Jest objęty ochroną częściową.
Został utworzony na mocy zarządzenia Ministra Leśnictwa i Przemysłu Drzewnego z dnia 23 lipca 1958 roku na powierzchni 160,46 ha w celu ochrony miejsc lęgowych ptactwa, szczególnie czapli siwej i kormorana czarnego oraz dla ochrony krajobrazu starorzecza Warty. Obecnie jego powierzchnia wynosi 165,31 ha, natomiast jako cel ochrony podaje się „zachowanie krajobrazu starorzeczy Warty oraz krajobrazu zawierającego fragmenty starych drzewostanów i pojedyncze drzewa”.
Rezerwat Krajkowo obejmuje liczne starorzecza, mokradła, łąki oraz lasy, głównie łęgowe.
W rezerwacie występuje duża różnorodność zespołów i zbiorowisk roślinnych. Występująca tu flora reprezentowana jest przez blisko 400 gatunków roślin. Ze zwierząt występują tu głównie ptaki (ok. 120 gatunków, 95 wyprowadza tu swoje lęgi). Poza ptactwem również ssaki, płazy, ryby i owady, w tym chronione jak bóbr europejski, żmija zygzakowata, pachnica dębowa czy kozioróg dębosz.
We wrześniu 2009 przeprowadzono inwentaryzację, jak również dokonano obserwacji ubytku liści w koronach drzew pomnikowych na terenie rezerwatu (występuje tu 80 drzew pomnikowych, w większości dębów szypułkowych, na 109 ogółem). W 2009 do trzeciego stopnia defoliacji (powyżej 60% ubytku aparatu asymilacyjnego) zakwalifikowano o 5% więcej drzew pomnikowych niż w 2006. Do drugiego stopnia (od 26 do 60% ubytku) zaliczono o 8% więcej drzew, a do pierwszego (od 11 do 25% ubytku) o 4% więcej drzew. O 17% zmniejszyła się liczba drzew w zerowym stopniu defoliacji (do 10% ubytku aparatu asymilacyjnego). Spowodowane to było zmianami zasięgu i czasu trwania zalewów Warty oraz poziomu wód gruntowych.